# Kareema Saleh Jasim
Kareema Saleh Jasim (arabisch كريمة صالح جاسم, DMG Karīma Ṣāliḥ Ǧāsim, * 18. Februar 1988) ist eine ehemalige bahrainische Langstreckenläuferin kenianischer Herkunft, die seit 2005 für Bahrain startberechtigt ist.

## Werdegang
Erste internationale Erfahrungen sammelte Kareema Saleh Jasim im Jahr 2005, als sie bei den Arabischen Meisterschaften in Tunis in 34:45,47 min die Goldmedaille im 10.000-Meter-Lauf gewann, wie auch nach 1:19:30 h im Halbmarathon. Zudem gewann sie über 5000 Meter in 17:00,04 min die Bronzemedaille hinter ihrer Landsfrau Maryam Yusuf Jamal und Safa Aissaoui aus Tunesien. Bei den Crosslauf-Weltmeisterschaften 2006 in Fukuoka erreichte sie nach 13:33 min Rang 28 im Kurzrennen und anschließend gewann sie bei den Juniorenasienmeisterschaften in Macau in 16:24,28 min die Silbermedaille im 5000-Meter-Lauf und wurde über 3000 Meter in 9:30,93 min Vierte. Daraufhin belegte sie bei den Juniorenweltmeisterschaften in Peking in 9.40,14 min den 13. Platz über 3000 Meter und erreichte bei den ersten Hallenasienmeisterschaften in Pattaya in 9:28,90 min Rang vier. Anfang November siegte sie in 16:36,99 min über 5000 Meter sowie 10:35,8 min auch im Hindernislauf, ehe sie bei den Asienspielen in Doha in 32:17,14 min die Silbermedaille über 10.000 Meter hinter der Japanerin Kayoko Fukushi gewann.
2007 siegte sie bei den Arabischen Meisterschaften in Amman in 1:14:33 h im Halbmarathon und gewann in 15:52,15 min die Silbermedaille über 5000 Meter hinter der Marokkanerin Hanane Ouhaddou. Anschließend feierte sie bei den Asienmeisterschaften ebendort in 16:40,87 min bzw. 34:26,39 min einen Doppelsieg über 5000 und 10.000 Meter. Daraufhin siegte sie beim Valladolid-Halbmarathon nach 1:15:39 h und wurde beim Remich Route du Vin Half Marathon in 1:11:52 h Zweite. Bei den Militärweltspielen in Hyderabad gewann sie in 15:53,07 min die Bronzemedaille über 5000 Meter hinter der Kenianerin Peninah Jerop Arusei und ihrer Landsfrau Nadia Ejjafini und belegte über 10.000 Meter in 33:20,43 min den sechsten Platz, ehe sie bei den Panarabischen Spielen in Kairo nach 1:15:15 h die Goldmedaille im Halbmarathon gewann. Bei den Crosslauf-Weltmeisterschaften 2008 in Edinburgh lief sie nach 26:29 min auf Rang 17 ein und siegte kurz zuvor beim Marrakesch-Halbmarathon nach 1:13:03 h. 2010 nahm sie erneut an den Asienspielen in Guangzhou teil und erreichte dort im Hindernislauf mit neuem Landesrekord von 10:05,60 min den vierten Platz im Hindernislauf und wurde auch über 5000 Meter in 15:20,01 min Vierte. Bei den Crosslauf-Weltmeisterschaften 2011 in Punta Umbría erreichte sie nach 26:40 min Rang 26 und wurde bei den Halbmarathonrennen in Marrakesch und Azpeitia jeweils Zweite.
Bei den Asienmeisterschaften in Kōbe gewann sie in 32:50,70 min die Silbermedaille über 10.000 Meter hinter ihrer Landsfrau Shitaye Eshete, ehe sie bei den Militärweltspielen in Rio de Janeiro in 33:45,34 min die Bronzemedaille hinter den Kenianerinnen Doris Chepkwemoi Changeywo und Lineth Chepkurui gewann. Mitte Dezember gewann sie dann bei den Panarabischen Spielen in Doha in 1:14:31 h die Silbermedaille im Halbmarathon hinter ihrer Landsfrau Lishan Dula gewann. 2013 wurde sie bei den Crosslauf-Weltmeisterschaften in Bydgoszcz nach 25:27 min 20. und sicherte sich in der Teamwertung die Bronzemedaille hinter den Mannschaften aus Kenia und Äthiopien. Anschließend belegte sie bei den Asienmeisterschaften in Pune in 34:45,06 min den neunten Platz über 10.000 Meter. 2014 feierte sie beim Valencia-Marathon ihr Debüt und erreichte dort nach 2:34:43 h den sechsten Platz, beendete daraufhin aber ihre Karriere als Leichtathletin im Alter von 26 Jahren.

## Persönliche Bestzeiten
- 3000 Meter: 9:14,30 min, 4. Juli 2007 in Zagreb
  - 3000 Meter (Halle): 9:28,90 min, 11. Februar 2006 in Pattaya
- 5000 Meter: 15:20,01 min, 26. November 2010 in Guangzhou
- 10.000 Meter: 32:17,14 min, 8. Dezember 2006 in Doha
- Halbmarathon: 1:11:06 h, 30. Januar 2011 in Marrakesch
- Marathon: 2:34:43 h, 16. November 2014 in Valencia
- 3000 m Hindernislauf: 10:05,60 min, 21. November 2010 in Guangzhou